# شهرستان هفنگ
شهرستان هفنگ (به لاتین: Hefeng County) یک منطقهٔ مسکونی در چین است که در ولایت خودمختار انشی توجیا و میائو واقع شده‌است.